# Tadashi Maeda

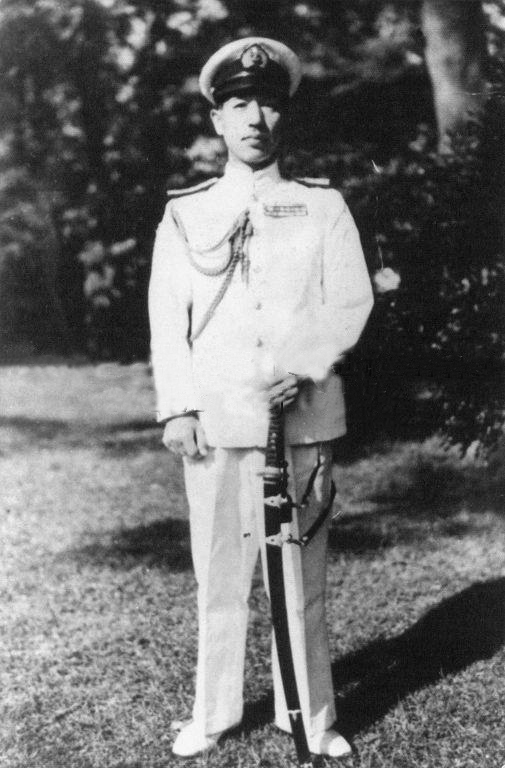
Admiraal Tadashi Maeda

Tadashi Maeda (前田 精 Maeda Tadashi) (Kagoshima (Japan), 3 maart 1898 - Japan, 13 december 1977) was een Japanse marine-admiraal, die een belangrijke rol heeft gespeeld in de geschiedenis van Nederlands-Indië en Indonesië.
Maeda was een hooggeplaatste Japanse marineofficier tijdens de oorlog in de Stille Oceaan. Maeda speelde een belangrijke rol in de onafhankelijkheid van Indonesië; hij nodigde op 16 augustus 1945 Soekarno en Mohammad Hatta uit in zijn huis in het toenmalige Batavia en stelde het ter beschikking voor het opstellen van de proclamatie van de Republik Indonesia. 